# دوروثي جوردن
دوروثي جوردن (بالإنجليزية: Dorothea Jordan )‏ (و. 1761 – 1816 م) هي ممثلة، وممثلة مسرحية، من المملكة المتحدة لبريطانيا العظمى وإيرلندا، توفيت في سان كلو، عن عمر يناهز 55 عاماً.

## روابط خارجية
- دوروثي جوردن على موقع الموسوعة البريطانية (الإنجليزية)
- دوروثي جوردن على موقع ميوزك برينز (الإنجليزية)
- دوروثي جوردن على موقع إن إن دي بي (الإنجليزية)